# کارول کینگ
کارول کینگ (انگلیسی: Carole King؛ زادهٔ ۹ فوریهٔ ۱۹۴۲) یک موسیقی‌دان اهل ایالات متحده آمریکا است.
 وی از سال ۱۹۵۸ میلادی تاکنون مشغول فعالیت بوده‌است.